# Clymenia
Clymenia es un género con dos especies de plantas  perteneciente a la familia Rutaceae.

## Especies
- Clymenia platypoda
- Clymenia polyandra